# Direcció Central de l'Hindi
La Direcció Central de l'Hindi (en anglès, Central Hindi Directorate) és la institució oficial de l'Índia encarregada de promoure, protegir i estandarditzar l'hindi i l'alfabet devanagari a l'Índia.
El seu nom en hindi és केन्द्रीय हिन्दी निदेशालय (transliterat Kendriya Hindi Nideshalaya). Una traducció literal podria ser Directorat Central de l'Hindi (o per a l'Hindi).
Aquesta institució va ser creada en 1960 per a materialitzar l'article 351 de la constitució de l'Índia:
| « | It shall be the duty of the Union to promote the spread of the Hindi language, to develop it so that it may serve as a medium of expression for all the elements of the composite culture of India and to secure its enrichment by assimilating without interfering with its genius, the forms, style and expressions used in Hindustani and in the other languages of India specified in the Eighth Schedule, and by drawing, wherever necessary or desirable, for its vocabulary, primarily on Sanskrit and secondarily on other languages. (La Unió serà l'encarregada de promocionar la difusió de l'idioma hindi, desenvolupar-lo de forma que serveixi com un mitjà d'expressió per a tots els integrants de la cultura de l'Índia i assegurar el seu enriquiment amb l'assimilació sense interferir en el seu enginy, les formes, l'estil i les expressions usades en hindustànic i en les altres llengües de l'Índia especificades en la Llista Vuitena, i amb la implementació, allà on fos necessària o desitjable, de llur vocabulari, principalment del sànscrit i secundàriament d'altres llengües.) | » |

És una institució que depèn del Ministeri de Desenvolupament de Recursos Humans (Ministry of Human Resources Development) del Govern de l'Índia, del qual també depenen les següents entitats:
- Central Institute of Indian Languages (CIIL): coordina el desenvolupament de totes les llengües de l'Índia.[3]
- Commission for Scientific and Technical Terminology (CSTT): defineix termes científics i tècnics, tant en hindi com en altres llengües de l'Índia, i publica glossaris, diccionaris i enciclopèdies així com promou la publicació de llibres en aquelles llengües.[4]

La seu central del CHD està situada a Nova Delhi (juntament amb el CSTT) i gràcies a les quatre oficines regionals situades a Calcuta, Hyderabad, Guwahati i Chennai, ofereixen cobertura a tots els estats de l'Índia.
Els objectius de la Direcció Central de l'Hindi són:
- Impartir cursos d'hindi a no parlants, tant nadius com forans, mitjançant correspondència, cassets d'àudio i d'altres mitjans.
- Preparació de diccionaris d'hindi en diferents llengües i publicació de material estàndard de referència per a estudiants i professors.
- Organització de tallers de perfeccionament per a escriptors novells, organització de fòrums entre nadius i estudiants, subvencions mitjançant beques d'estudis, organització de concursos literaris i entrega de premis a les millors obres, etc.
- Subvenció a organitzacions voluntàries de promoció de l'hindi.